# Ludwig Eisenberg

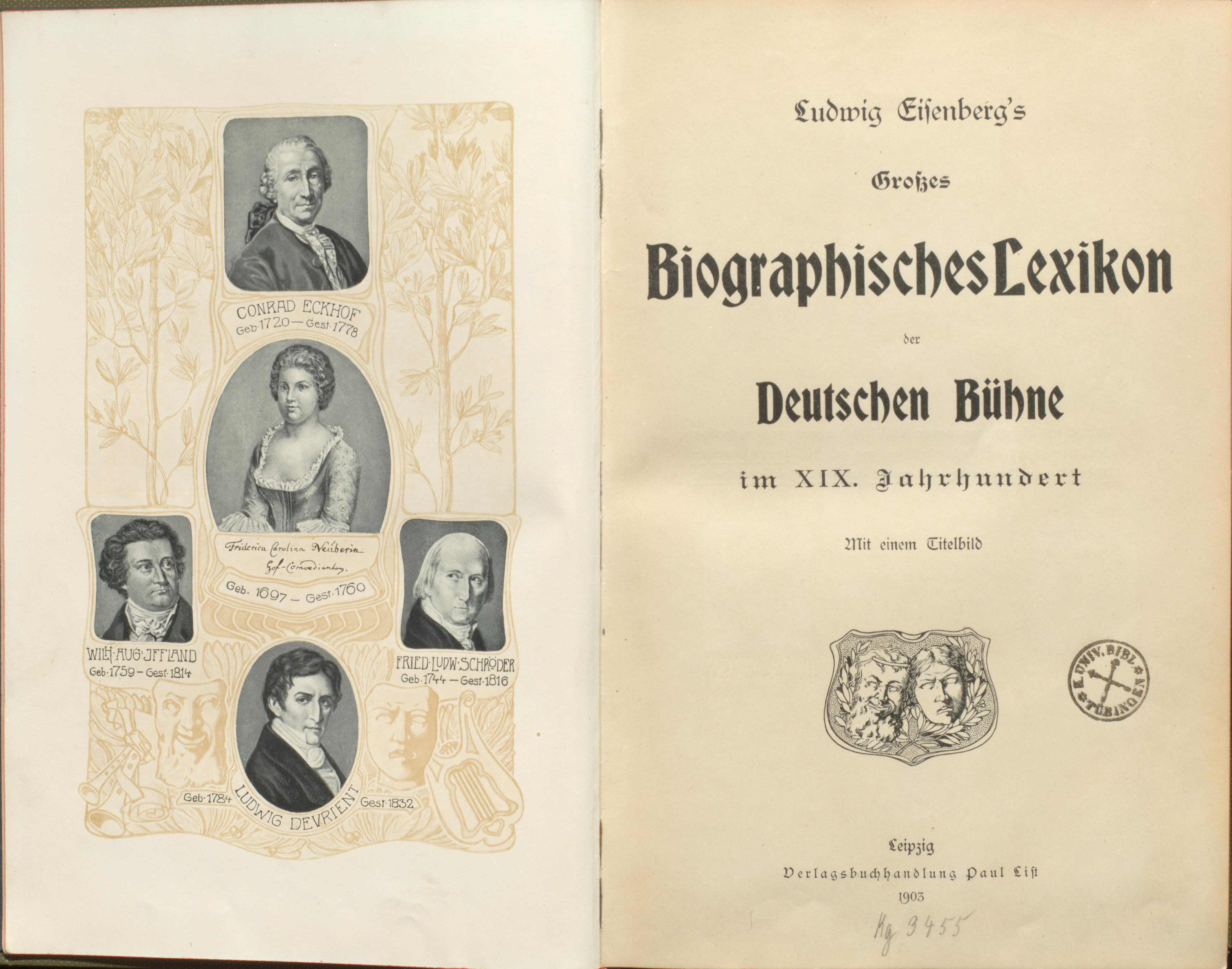
L'encyclopédie de Ludwig Eisenberg (lexique biographique).

Ludwig Julius Eisenberg,  né le 5 mars 1858 à Berlin dans le Royaume de Prusse et mort le 25 janvier 1910 à Vienne en Autriche-Hongrie, était un écrivain et encyclopédiste autrichien. 

## Biographie
Ludwig Eisenberg, était le fils d'un fabricant de Prague, Eugen Eisenberg et de sa femme Emilie. En 1860, il grandit en Autriche. Il a étudié les sciences naturelles notamment la chimie dans les universités de Prague, Vienne, Heidelberg, Iéna et Göttingen. 
Après son doctorat de philosophie (Doctor philosophiæ) pour la philosophie et les lettres) obtenu à l'université de Göttingen, il a travaillé comme chimiste. Il a ensuite travaillé de 1886 à 1891 comme employé des chemins de fer nationaux austro-hongrois. 
Dès 1886, il travaille comme rédacteur en chef pour le "Allgemeine Kunstchronik" et d'autres journaux nationaux et étrangers. En 1889, il fut, au côté de Richard Groner, pendant deux ans, rédacteur en chef de "Das Geister Wien", l'encyclopédie des artistes et des écrivains.  
À partir de 1891, il travailla entièrement comme écrivain indépendant. 
En 1903, il publie la "Grande Encyclopédie biographique des théâtres allemands du XIXe siècle". 
Ludwig Eisenberg épousa Amalie Kirsch (1862–1939), le 7 mars 1882 au Temple de la ville de Vienne. 
Ludwig Eisenberg mourut en 1910 à l'âge de 51 ans et fut inhumé le 27 janvier au  Cimetière de Hietzing. 
Ludwig Eisenberg était titulaire de l'Insigne impérial et royal autrichien pour la science et l'art.
Le compositeur Johann Strauss II, dont la première biographie publiée a été écrite par Eisenberg l'en a remercié dans une lettre datée du 10 octobre 1894, qui contenait ce qui suit : « Que le ciel couronne votre œuvre avec succès."
Une artère de Vienne porte son nom, Eisenberggasse depuis 1960.

## Sources
1. ↑  Walther Killy, Ludwig Eisenberg, Deutsche Biographische Enzyklopädie.
2. ↑  Biographie de Ludwig Eisenberg dans le Österreichisches Biographisches Lexikon 1815–1950
3. ↑  Allgemeine Kunstchronik. Illustrierte Zeitschrift für Kunst, Kunstgewerbe, Musik, Theater und Litteratur. ZDB-ID 548851-5 Archives de l'Allgemeine Kunstchronik
4. ↑  Trauungsbuch Österreich, Niederösterreich, Wien: Matriken der Israelitischen Kultusgemeinde 1784-1911, Registres de la communauté religieuse juive 1784-1911 section quartier du centre-ville
5. ↑  Tombe de Ludwig Eisenberg au cimetière de Hietzing
6. ↑  Ludwig Eisenberg: Johann Strauss. Ein Lebensbild, éditions Breitkopf & Härtel, Leipzig 1894